# 岸田尚
岸田 尚（きしだ たか、12月28日 - ）は、日本の画家、漫画家、小説家。東京都生まれ。別名『山根あい鬼』。公益社団法人日本漫画家協会 会報部担当。
祖父は日本初のレビュー、『モン・パリ』を作った演出家、岸田辰彌。祖母は宝塚歌劇のスターであった浦野まつほ。曾祖父はジャーナリストの岸田吟香。大伯父は洋画家の岸田劉生。

## 個展・グループ展
2011年
- 5月　東日本大震災チャリティー展（The Artcomplex Center of Tokyo）[5]

2012年
- 12月　岸田尚肖像画展2（画廊・珈琲　Zaroff）[6]

2013年
- 3月　岸田尚×中村趫二人展「落下する天使、夜明けの蜂起。」（オメガアルゲア）[7]

2014年
- 4月　ACT小品展（The Artcomplex Center of Tokyo）[8]
- 9月　第一回キャラクターアート展（山脇ギャラリー）[9]
- 11月　岸田尚×鈴木陽風 二人展（下北沢バブーシュカ）[10]

2015年
- 2月　岸田尚肖像展（銀座幸伸ギャラリー）[4]
- 7月　第２回 キャラクターアート展（山脇ギャラリー）[11]

2016年
- 4月　ACT小品展（The Artcomplex Center of Tokyo）[12]
- 7月　岸田尚 肖像画展 4（銀座幸伸ギャラリー）[13]
- 9月　個展「午睡の空、華胥の夢」（The Artcomplex Center of Tokyo）[14]

2017年
- 1月　「岸田尚コラージュ展」（アートバー星男）[15]
- 2月　岸田 尚 肖像画展 Ⅴ（The Artcomplex Center of Tokyo）[16]
- 9月　個展「生難の紛紜への闘争」（The Artcomplex Center of Tokyo）[17]

2018年
- 4月　岸田 尚 肖像画展 Ⅵ（The Artcomplex Center of Tokyo）[18]
- 9月　個展「慈しみの瞳」（The Artcomplex Center of Tokyo）[19]
- 12月　第5回 キャラクターアート展（山脇ギャラリー）[20]

2019年
- 4月　岸田 尚 肖像画展 Ⅶ（The Artcomplex Center of Tokyo）[21]
- 9月　個展「～天使人形とフランジア～」（The Artcomplex Center of Tokyo）[22]

2020年
- 11月　「願いの天使達」（神保町画廊）[23]
- 12月　“お台場アーティストファイル”Wonderful World ! II 展（グランドニッコー東京台場）[24]

2021年
- 3月　岸田 尚 肖像画展 8（The Artcomplex Center of Tokyo）[25]
- 6月　梟展（ギャラリー路地裏）[26]
- 10月　個展「災禍の天使達」（アートバー星男）[27]
- 12月　“お台場アーティストファイル”Wonderful World ! III 展（グランドニッコー東京台場）[28]

2022年
- 3月　路地裏のネコ展（ギャラリー路地裏）[29]
- 3月　個展 -密やかな少女たち-（blues dress）[30]
- 10月　岸田尚肖像画展 9＆岸田尚個展「女神たちの言葉」（ギャラリー路地裏）[31]
- 12月　「LEGEND MANGA原画展」（榎本ビル3階）[32]

2023年
- 2月　個展「生を受けたものたち」（アートバー星男）[33]
- 10月　岸田 尚 肖像画展10＆岸田尚 個展「実りある風景」（ギャラリー路地裏）[34]
- 10月　個展「星男動物園」（アートバー星男）[35]

2024年
- 10月　個展「サレント ネグロアマーロ」（ギャラリー路地裏）[36][37]

2025年
- 1月　個展「新春☆星男動物園」（アートバー星男）[38]
- 1月　「MANGA×NENGA 〜クリエイターたちの年賀状展〜」（ギャラリーゼノン）[39]
- 1月　福笑展（ギャラリー路地裏）[40]

## 主な作品

### 著書
- 『日々は過ぎて Days went by』文芸社、2002年6月1日。ISBN 978-4835540627。[41][42]
- 『Kissy's portraits〜52人による“岸田尚"肖像画競作集 (TH ART SERIES)』書苑新社、2015年2月24日。ISBN 978-4883751945。[43][44]

### イラスト
- 『あやかし人形館』二見書房、2021年5月26日。ISBN 978-4576210827。[45][46]

### 映画
- お口の濃い人（2019年）- 絵画提供[47][48]

## 連載

### 漫画
- 一コマ漫画（トーキングヘッズ叢書）[49]